# (15955) Johannesgmunden
(15955) Johannesgmunden ist ein Asteroid des Hauptgürtels, der am 26. Januar 1998 von Erich Meyer auf der Sternwarte Davidschlag in der Nähe von Linz in Österreich entdeckt wurde.
Der mittlere Durchmesser von (15955) Johannesgmunden wurde mithilfe des Wide-Field Infrared Survey Explorers (WISE) mit 5,937 (±0,246) Kilometer berechnet, die Albedo mit 0,166 (±0,046).
Es wird das Objekt der Spektral-Klasse S zugeordnet.
Die Universität Prag hat mithilfe von Lichtkurven Messungen die Oberfläche von (15955) Johannesgmunden abbilden können und besitzt eine Absolute Helligkeit von 13,3 mag.
Der Himmelskörper gehört zur Agnia-Familie, einer Gruppe von Asteroiden, die nach (847) Agnia benannt wurde.
Der Asteroid wurde nach dem Astronomen Johannes von Gmunden (1380/84–1442) benannt.